# Teorema de Bertrand

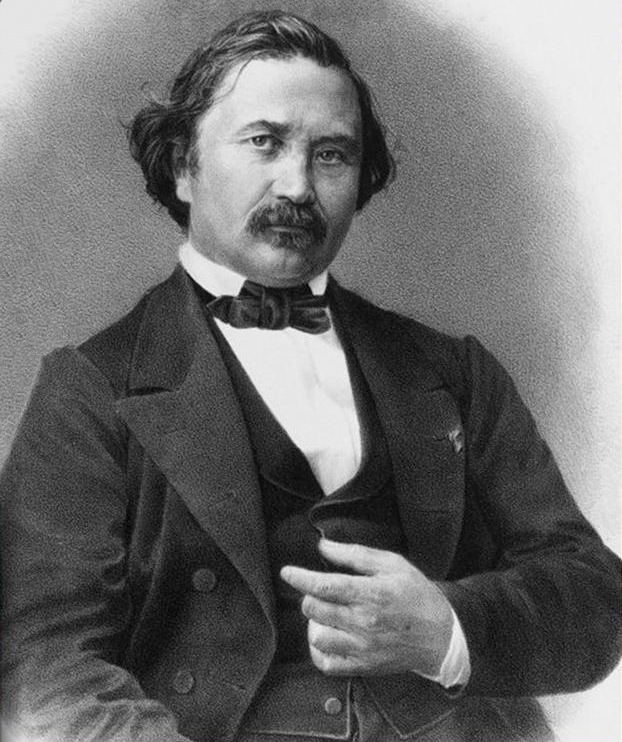
Josep Bertrand

En mecànica clàssica, el teorema de Bertrand afirma que entre els potencials de força central amb òrbites lligades, només hi ha dos tipus de potencials escalars de força central (radial) amb la propietat que totes les òrbites lligades també són òrbites tancades.
{\displaystyle V(r)=-{\frac {k}{r}}} amb força {\displaystyle f(r)=-{\frac {dV}{dr}}=-{\frac {k}{r^{2}}}}.
El segon és el potencial de l'oscil·lador harmònic radial:
{\displaystyle V(r)={\frac {1}{2}}kr^{2}} amb força {\displaystyle f(r)=-{\frac {dV}{dr}}=-kr}.
El teorema rep el nom del seu descobridor, Joseph Bertrand.

## Derivació

Petits canvis en la potència de l'escala de força amb la distància donaran lloc a tipus d'òrbites significativament diferents.

Totes les forces centrals atractives poden produir òrbites circulars, que són òrbites naturalment tancades. L'únic requisit és que la força central sigui exactament igual a la força centrípeta, que determina la velocitat angular necessària per a un radi circular donat. Les forces no centrals (és a dir, les que depenen de les variables angulars així com del radi) s'ignoren aquí, ja que no produeixen òrbites circulars en general.
L'equació del moviment del radi {\displaystyle r} d'una partícula de massa {\displaystyle m} movent-se en un potencial central {\displaystyle V(r)} ve donada per equacions de moviment{\displaystyle m{\frac {d^{2}r}{dt^{2}}}-mr\omega ^{2}=m{\frac {d^{2}r}{dt^{2}}}-{\frac {L^{2}}{mr^{3}}}=-{\frac {dV}{dr}},}on {\displaystyle \omega \equiv {\frac {d\theta }{dt}}}, i el moment angular {\displaystyle L=mr^{2}\omega } es conserva. Per il·lustració, el primer terme de l'esquerra és zero per a òrbites circulars i la força aplicada cap a l'interior {\displaystyle {\frac {dV}{dr}}} és igual al requisit de força centrípeta {\displaystyle mr^{2}\omega }, com era d'esperar.
La definició de moment angular permet un canvi de variable independent de {\displaystyle t} a {\displaystyle \theta } :
{\displaystyle {\frac {d}{dt}}={\frac {L}{mr^{2}}}{\frac {d}{d\theta }},}
donant la nova equació del moviment que és independent del temps:
{\displaystyle {\frac {L}{r^{2}}}{\frac {d}{d\theta }}\left({\frac {L}{mr^{2}}}{\frac {dr}{d\theta }}\right)-{\frac {L^{2}}{mr^{3}}}=-{\frac {dV}{dr}}.}
Aquesta equació esdevé quasilineal en fer el canvi de variables {\displaystyle u\equiv {\frac {1}{r}}} i multiplicant ambdós costats per {\displaystyle {\frac {mr^{2}}{L^{2}}}} (vegeu també l'equació de Binet):
{\displaystyle {\frac {d^{2}u}{d\theta ^{2}}}+u=-{\frac {m}{L^{2}}}{\frac {d}{du}}V\left({\frac {1}{u}}\right).}
Com s'ha indicat anteriorment, totes les forces centrals poden produir òrbites circulars donada una velocitat inicial adequada. Tanmateix, si s'introdueix una certa velocitat radial, aquestes òrbites no han de ser estables (és a dir, romandre en òrbita indefinidament) ni tancades (tornar repetidament a exactament el mateix camí). Aquí mostrem que una condició necessària per a òrbites no circulars estables i tancades exactament és una força de quadrat invers o un potencial d'oscil·lador harmònic radial. A les seccions següents, mostrem que aquestes dues lleis de força produeixen òrbites estables i exactament tancades (una condició suficient) [no és clar per al lector quina és exactament la condició suficient].
Definir {\displaystyle J(u)} com
{\displaystyle {\frac {d^{2}u}{d\theta ^{2}}}+u=J(u)\equiv -{\frac {m}{L^{2}}}{\frac {d}{du}}V\left({\frac {1}{u}}\right)=-{\frac {m}{L^{2}u^{2}}}f\left({\frac {1}{u}}\right),}
on {\displaystyle f} representa la força radial. El criteri del moviment perfectament circular en un radi {\displaystyle r_{0}} és que el primer terme de l'esquerra és zero:

| {\displaystyle u_{0}=J(u_{0})=-{\frac {m}{L^{2}u_{0}^{2}}}f\left({\frac {1}{u_{0}}}\right),} | \| \| \| \| \| \| \| \| | (1) |
|                                                                                              |                         |     |
|                                                                                              |                         |     |
on {\displaystyle u_{0}\equiv 1/r_{0}}.

El següent pas és considerar l'equació per {\displaystyle u} sota petites pertorbacions {\displaystyle \eta \equiv u-u_{0}} d'òrbites perfectament circulars. A la dreta, el {\displaystyle J} La funció es pot expandir en una sèrie de Taylor estàndard:{\displaystyle J(u)\approx J(u_{0})+\eta J'(u_{0})+{\frac {1}{2}}\eta ^{2}J''(u_{0})+{\frac {1}{6}}\eta ^{3}J'''(u_{0})+\cdots }Substituint aquesta expansió a l'equació de {\displaystyle u} i restant els termes constants es produeixen{\displaystyle {\frac {d^{2}\eta }{d\theta ^{2}}}+\eta =\eta J'(u_{0})+{\frac {1}{2}}\eta ^{2}J''(u_{0})+{\frac {1}{6}}\eta ^{3}J'''(u_{0})+\cdots ,}que es pot escriure com

| {\displaystyle {\frac {d^{2}\eta }{d\theta ^{2}}}+\beta ^{2}\eta ={\frac {1}{2}}\eta ^{2}J''(u_{0})+{\frac {1}{6}}\eta ^{3}J'''(u_{0})+\cdots ,} | \| \| \| \| \| \| \| \| | (2) |
| |                         |     |
| |                         |     |
on {\displaystyle \beta ^{2}\equiv 1-J'(u_{0})} és una constant. {\displaystyle \beta ^{2}} ha de ser no negatiu; en cas contrari, el radi de l'òrbita variaria exponencialment lluny del seu radi inicial. (La solució {\displaystyle \beta =0} correspon a una òrbita perfectament circular.) Si es pot descuidar el costat dret (és a dir, per a petites pertorbacions), les solucions són
{\displaystyle \eta (\theta )=h_{1}\cos(\beta \theta ),}
on l'amplitud {\displaystyle h_{1}} és una constant d'integració. Perquè les òrbites estiguin tancades, {\displaystyle \beta } ha de ser un nombre racional. A més, ha de ser el mateix nombre racional per a tots els radis, ja que {\displaystyle \beta } no pot canviar contínuament; els nombres racionals estan totalment desconnectats entre si. Utilitzant la definició de {\displaystyle J} juntament amb l'equació (1),
{\displaystyle J'(u_{0})={\frac {2}{u_{0}}}\left[{\frac {m}{L^{2}u_{0}^{2}}}f\left({\frac {1}{u_{0}}}\right)\right]-\left[{\frac {m}{L^{2}u_{0}^{2}}}f\left({\frac {1}{u_{0}}}\right)\right]{\frac {1}{f\left({\frac {1}{u_{0}}}\right)}}{\frac {d}{du_{0}}}f\left({\frac {1}{u_{0}}}\right)=-2+{\frac {u_{0}}{f\left({\frac {1}{u_{0}}}\right)}}{\frac {d}{du_{0}}}f\left({\frac {1}{u_{0}}}\right)=1-\beta ^{2}.}
Com que això s'ha de mantenir per a qualsevol valor de {\displaystyle u_{0}} ,
{\displaystyle {\frac {df}{dr}}=(\beta ^{2}-3){\frac {f}{r}},}
que implica que la força ha de seguir una llei potencial
{\displaystyle f(r)=-{\frac {k}{r^{3-\beta ^{2}}}}.}

Per tant, {\displaystyle J} ha de tenir la forma general

| {\displaystyle J(u)={\frac {mk}{L^{2}}}u^{1-\beta ^{2}}.} | \| \| \| \| \| \| \| \| | (3) |
|                                                           |                         |     |
|                                                           |                         |     |
Per a desviacions més generals de la circularitat (és a dir, quan no podem descuidar els termes d'ordre superior en l'expansió de Taylor de {\displaystyle J} ), {\displaystyle \eta } es pot ampliar en una sèrie de Fourier, per exemple,
{\displaystyle \eta (\theta )=h_{0}+h_{1}\cos \beta \theta +h_{2}\cos 2\beta \theta +h_{3}\cos 3\beta \theta +\cdots }
Substituïm això a l'equació (2) i igualem els coeficients que pertanyen a la mateixa freqüència, mantenint només els termes d'ordre inferior. Com mostrem a continuació, {\displaystyle h_{0}} i {\displaystyle h_{2}} són més petits que {\displaystyle h_{1}}, sent d'ordre {\displaystyle h_{1}^{2}}. {\displaystyle h_{3}} , i tots els coeficients addicionals, són almenys d'ordre {\displaystyle h_{1}^{3}}. Això té sentit, ja que {\displaystyle h_{0},h_{2},h_{3},\ldots } tots han de desaparèixer més ràpid que {\displaystyle h_{1}} a mesura que s'aproxima una òrbita circular.
{\displaystyle h_{0}=h_{1}^{2}{\frac {J''(u_{0})}{4\beta ^{2}}},}
{\displaystyle h_{2}=-h_{1}^{2}{\frac {J''(u_{0})}{12\beta ^{2}}},}
{\displaystyle h_{3}=-{\frac {1}{8\beta ^{2}}}\left[h_{1}h_{2}{\frac {J''(u_{0})}{2}}+h_{1}^{3}{\frac {J'''(u_{0})}{24}}\right].}Des del {\displaystyle \cos \beta \theta } termini, aconseguim
{\displaystyle 0=(2h_{1}h_{0}+h_{1}h_{2}){\frac {J''(u_{0})}{2}}+h_{1}^{3}{\frac {J'''(u_{0})}{8}}={\frac {h_{1}^{3}}{24\beta ^{2}}}\left(3\beta ^{2}J'''(u_{0})+5J''(u_{0})^{2}\right),}
on en l'últim pas hem substituït en els valors de {\displaystyle h_{0}} i {\displaystyle h_{2}}.
Utilitzant les equacions (3) i (1), podem calcular les derivades segona i tercera de {\displaystyle J} avaluat a {\displaystyle u_{0}}:
{\displaystyle J''(u_{0})=-{\frac {\beta ^{2}(1-\beta ^{2})}{u_{0}}},}
{\displaystyle J'''(u_{0})={\frac {\beta ^{2}(1-\beta ^{2})(1+\beta ^{2})}{u_{0}^{2}}}.}
Substituint aquests valors a l'última equació s'obté el resultat principal del teorema de Bertrand :
{\displaystyle \beta ^{2}(1-\beta ^{2})(4-\beta ^{2})=0.}
Per tant, els únics potencials que poden produir òrbites no circulars tancades estables són la llei de força inversa del quadrat ({\displaystyle \beta =1}) i el potencial de l'oscil·lador harmònic radial ({\displaystyle \beta =2}). La solució {\displaystyle \beta =0} correspon a òrbites perfectament circulars, com s'ha indicat anteriorment.